# Elisabet de Solís

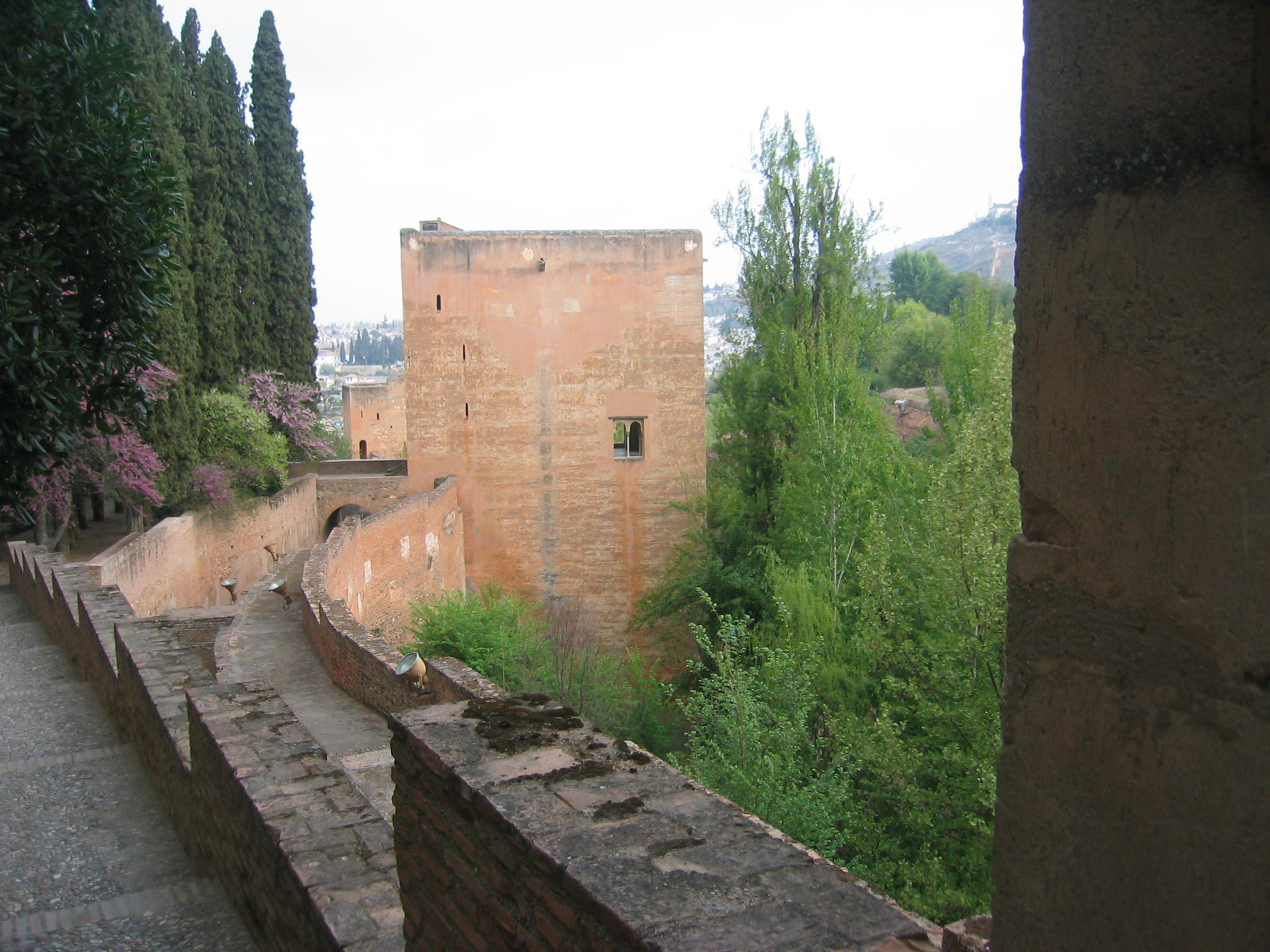
Torre de la captiva de l'Alhambra.

Elisabet de Solís, reina de Granada (que havia estat prèviament una esclava cristiana) amb el nom de Zoraida o Soraia ("Estel de l'alba").

## Biografia
Va viure en la segona meitat del segle xv. Era una donzella, filla de l'alcaid del castell de la Higuera Calatrava i comendador de Martos, Sanç Jiménez de Solís. Durant una de les lluites entre els cristians i musulmans de Granada, va ser capturada pels nassarites i portada a l'Alhambra. La llegenda explica que era una dona molt bella i que el rei de Granada, Abu-l-Hàssan Alí ibn Sad (1464-1482, 1483-1485), es va enamorar bojament d'ella. Després de professar la religió islàmica i prendre el nom de Zoraida (Estel de l'Alba), es va casar amb el monarca, que la va convertir en la seva esposa favorita. Però la seva altra esposa, Àixa, es barallava amb Elisabet pel favor de Muley Hacen. Aquesta relació va provocar l'enuig dels abenserraigs i la gelosia de la sultana Àixa, mare de Boabdil, qui a encoratjar una sèrie d'intrigues a la cort i les disputes internes que van acabar amb l'abdicació del monarca en favor del seu germà, Muhàmmad XIII az-Zaghal, i, posteriorment, van desencadenar la conquesta del Regne de Granada pels Reis Catòlics l'any 1492.
No es tenen més notícies biogràfiques sobre ella, tret que va partir a l'exili amb el seu espòs i els seus dos fills, Nasr ibn Ali i Saad ibn Ali. Sembla que, després de la mort de Muley Hacen, es va tornar a convertir al cristianisme igual que els seus dos fills, que van prendre els noms de Joan de Granada i Ferran de Granada respectivament. Ferran de Granada (1460 - 1512) va esdevenir el quart marit de Mencia de la Vega i va morir sense descendents; Joan de Granada es va casar amb Beatriu de Sandoval i va tenir descendència.
La història d'aquesta bella cristiana ha inspirat a escriptors de diferents èpoques durant els segles posteriors, com Martínez de la Rosa que, l'any 1837, va escriure la novel·la històrica Donya Isabel de Solís, reina de Granada, Laurence Vidal va publicar, l'any 2000, la obra Els amants de Granada, que rememora la vida d'Elisabet; i, més recentment, Brígida Gallego-Coin va publicar la obra Isabel de Solís, Soraia (2010).
La torre de la Captiva de la Alhambra porta aquest nom en el seu record.